# Океан (міфологія)

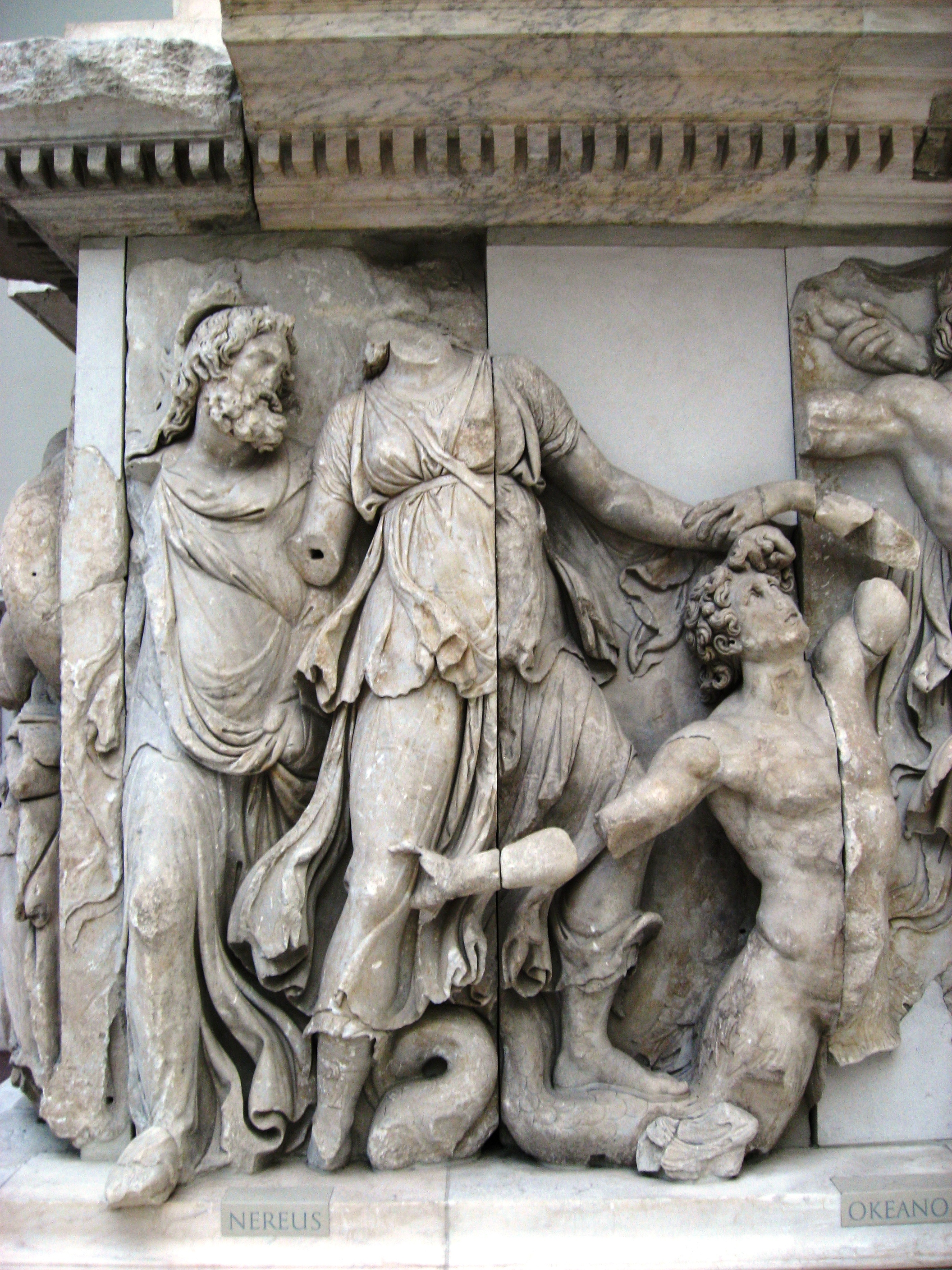
Океан (праворуч) у гігантомахії

Океа́н (грец. Ὠκεανός — Okeanos) — одне з важливих світоглядних понять у давньогрецьких міфах. Мислився як титан, найстарший син Неба-Урана і Землі-Геї (Гая), уособлення і володар морів і всієї водної стихії, батько дружини Зевса Метіди; брат і чоловік Тетії, від якої мав багато дочок — океанід. За міфологією, породив більшість річок (Ніл, Меандр, Скамандр, Гранік, Сімоент тощо), уславився добротою. Коли Зевс позбавив його влади над морями й передав її Посейдонові, Океан здичавів і перестав виходити зі свого палацу, що стояв край світу.
Також цим словом позначалися первинні возданні води, з яких виникли Земля і небо (Небо), величезне море, по якому плавала земля у формі щита; величезна річка, що омиває землю й дає початок усім іншим річкам та морським течіям;
У староруських і старослов'янських казках, які ймовірно формувалися у тісному зв'язку зі старогрецькими ще з часів перших контактів слов'ян з греками і їх культурою цьому поняттю відповідає Море-Окіян або Окіян-Море.

## Етимологія
Згідно з Мартіном Лічфілдом Вестом, етимологія слова грец. грец. Ὠκεανός незрозуміла і не знаходить підтверджень походження у давньогрецькій мові
. 
Використання Ферекідом Сіросським форми «Огенос» (Ὠγενός) 

для назви підтверджує те, що назва є запозиченим словом. 

Однак, за словами Веста, немає переконливих варіантів запозичень слова з інших мов
. 
Деякі науковці запропонували семітське походження слова 
. 
Роберт Бекес свідчить про догрецьке неіндоєвропейське походження

Проте, Майкл Джанда бачить можливі індоєвропейські зв'язки.

## Генеалогія
Океан був найстаршим із нащадків титанів Урана (Небо) і Геї (Земля). Гесіод перераховує його братів і сестер титанів: Кей, Крій, Гіперіон, Япет, Тея, Рея, Феміда, Мнемосіна, Феба, Тетія та Кронос. Океан одружився зі своєю сестрою Тетією і став батьком багатьох синів, річкових богів, і численних дочок, Океанід.
За Гесіодом, річкових богів було три тисячі (тобто безліч). Серед них були: Ахелой, бог річки Ахелоос, найбільшої річки в Греції, який видав свою дочку заміж за Алкмеона і зазнав поразки від Геракла в боротьбі за право одружитися з Деянірою; 

Алфей, який закохався в німфу Аретусу і переслідував її до Сіракуз, де Артеміда перетворила її на джерело; і Скамандр, який воював на боці троянців під час Троянської війни і образилися, коли Ахілл забруднив його води великою кількістю троянських трупів, вийшов з берегів, ледь не потопивши Ахілла. 

За Гесіодом, Океанід також було три тисячі. До них входили: Метіда, перша дружина Зевса, яку Зевс запліднив Афіною, а потім проковтнув; 

Еврінома, третя дружина Зевса і мати харит; Доріда, дружина Нерея і мати Нереїд; Калліроя, дружина Хрісаора і мати Геріона; Клімена, дружина Япета і мати Атласа, Менетія, Прометей і Епіметей; Перса, дружина Геліоса і мати Киркеї та Еета; Ідія, дружина Еета і мати Медеї; і Стікс, богиня річки Стікс, дружина Палланта і мати Зелоса, Ніки, Кратоса і Біа.
Згідно до Теогонії Епіменіда, Океан був батьком Гарпій через Гею. Гея також вважала, що Океан був батьком Тріптолема. Ноннус у своїй поемі «Діонісіака» описав «озера» як «рідкі дочки, відрізані від Океаносу». Ймовірно, він став батьком Керкопів від однієї зі своїх дочок, Теї.

### Первісний батько?

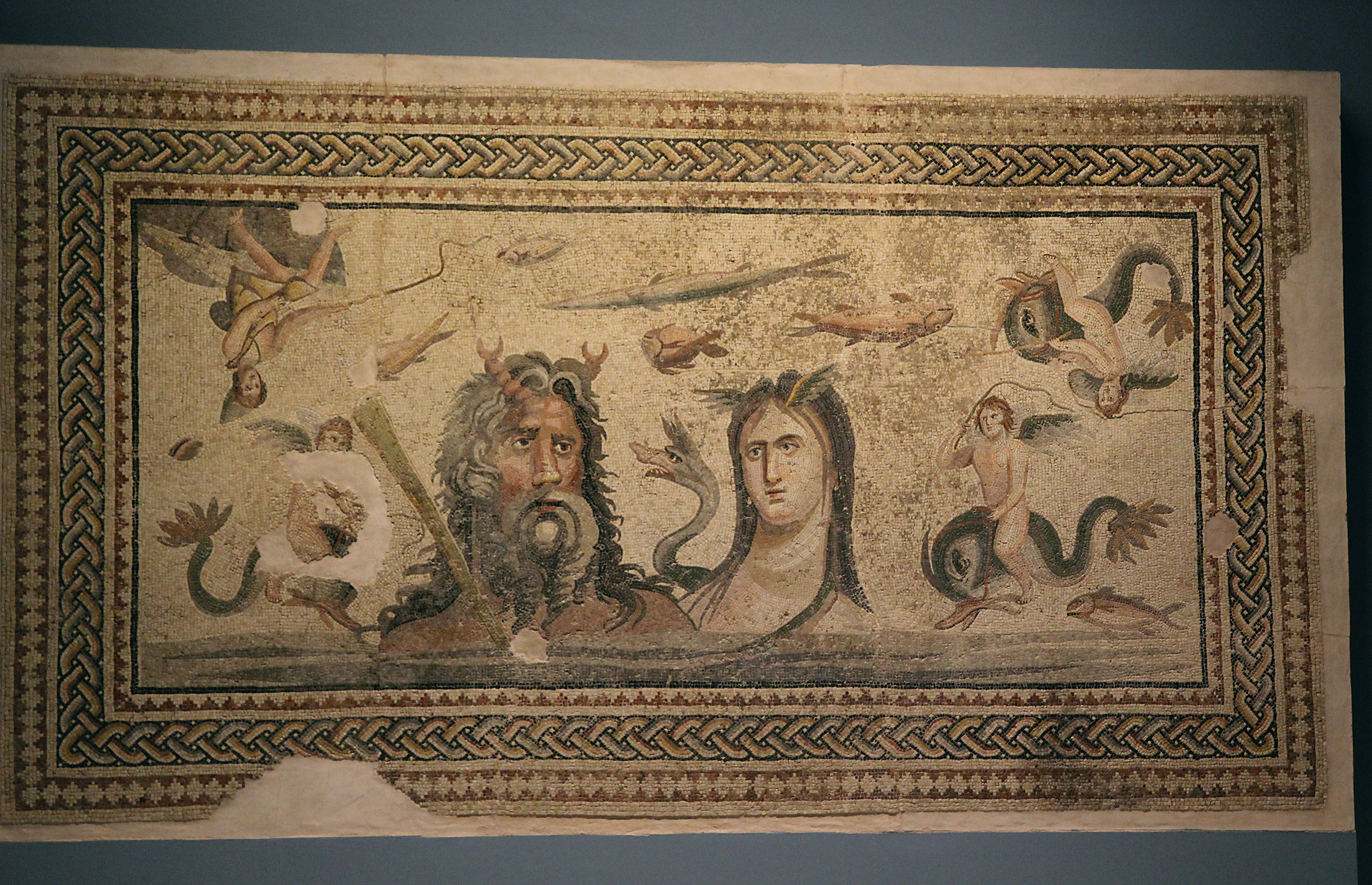
Мозаїка із зображенням Океана і Тетіди, Музей мозаїк Зеугми, Газіантеп

Уривки в розділі «Іліади», який називається «Обман Зевса», припускають, що Гомер знав традицію, згідно з якою Океан і Тетіда (а не Уран і Гея, як у Гесіода) були первісними батьками богів. 

Двічі Гомер описує пару як «Океан, від якого походять боги, і мати Тетія». 

За словами М. Л. Веста, ці рядки натякають на міф, згідно з яким Океан і Тетія є «першими батьками всієї раси богів». 
 
Проте, як Тімоті Ганц зазначає, «мати» може просто означати той факт, що Тетія певний час була прийомною матір’ю Гери, як Гера розповідає нам у наступних рядках, у той час як посилання на Океан як генезис богів «може бути просто шаблонним епітетом». вказуючи на безліч річок і джерел, що спускаються з Океану» (порівняйте з Іліадою 21.195–197). 
Але в пізнішому уривку «Іліади» Гіпнос також описує Океан як «генезис для всіх», що, згідно з Ганцем, важко зрозуміти як інше значення, окрім того, що для Гомера Океан був батьком титанів. 

Платон у своєму «Тімеї» наводить генеалогію (ймовірно, орфічну), яка, ймовірно, відображає спробу примирити цю явну розбіжність між Гомером і Гесіодом, у якій Уран і Гея є батьками Океана і Тетіди, а Океан і Тетіда є батьками Кроноса і Реї та інших титанів, а також Форкія. 

У своєму «Кратилі» Платон цитує Орфея, який каже, що Океан і Тетіда «першими одружилися», що, можливо, також відображає орфічну теогонію, в якій Океан і Тетія, а не Уран і Гея, були первісними батьками. 

Очевидно, що Платон назвав Форкіса титаном (будучи братом Кроноса та Реї), а також міфограф Аполлодора включає Діону, матір Афродіти від Зевса, як тринадцятого титана 

свідчить про орфічну традицію, згідно з якою нащадки титанів Океана і Тетії складалися з дванадцяти титанів Гесіода, причому Форкіс і Діона займали місце Океана і Тетії. 

Згідно з Епіменідом, перші дві істоти, Нікс і Ефіра, породили Тартар, який, у свою чергу, створив двох Титанів (можливо, Океана і Тетіду), з яких виникло світове яйце. 

## Міфологія

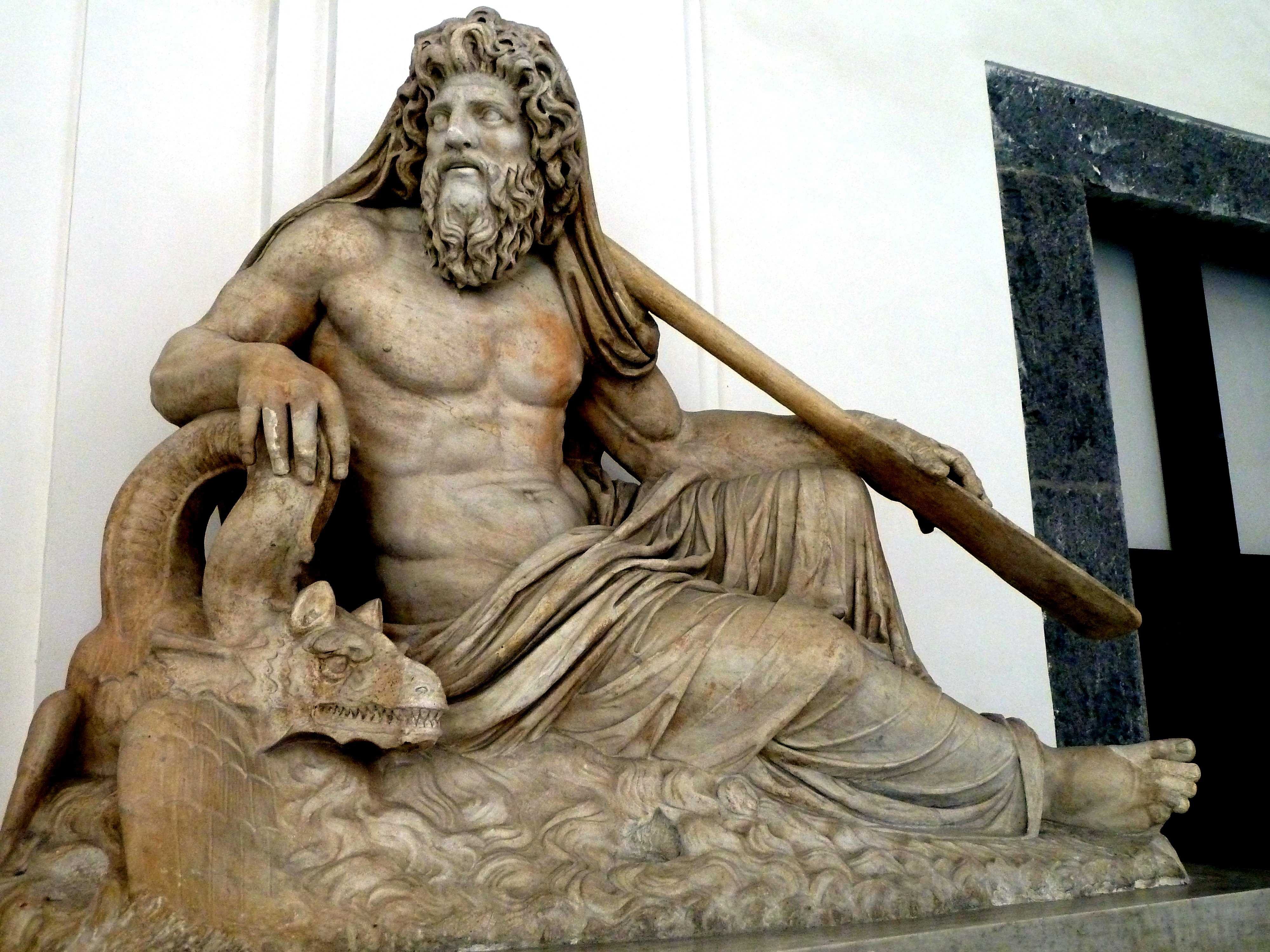
Річне Божество, друге століття нашої ери, колекція Фарнезе, Національний археологічний музей Неаполя

Коли Кронос, молодший з титанів, скинув свого батька Урана, ставши тим самим правителем космосу, згідно з Гесіодом, жоден з інших титанів не брав участі в нападі на Урана. 

Проте, згідно з міфографом Аполлодора, усі титани, крім Океана, напали на Уран. 

Прокл у своєму коментарі до «Тімея» Платона цитує кілька рядків поеми (імовірно, орфічної), у якій розгніваний Океан вголос розмірковує, чи варто йому приєднатися до Кроноса та інших титанів у нападі на Уран і, за словами Прокла, Океан насправді не брав участі в нападі. 
Ймовірно, Океан також не приєднався до титанів у Титаномахії, великій війні між Кроносом і його товаришами-титанами із Зевсом і його товаришами-олімпійцями за контроль над космосом; і після війни, хоча Кронос та інші титани були ув'язнені, Океан, безсумнівно, залишився на волі. 

У Гесіода Океан посилає свою доньку Стікс з її дітьми Зелосjv (Заздрість), Нікою (Перемога), Кратосом (Міць) і Біа (Сила) воювати на боці Зевса проти титанів 

і в «Іліаді», Гера каже, що під час війни її відправили на збереження до Океану і Тетії. 

Через деякий час після війни у «Прометей закутий» Есхіла, Океан відвідав свого племінника, закутого Прометея, якого Зевс карає за крадіжку вогню. 

Океан прибуває верхи на крилатому коні 
, 
кажучи, що він співчуває тяжкому становищу Прометея і бажає допомогти йому, якщо зможе. 

Але Прометей висміює Океана, запитуючи його: «Як ти набрався мужності, щоб залишити потік, який носить твоє ім'я, і печери, покриті скелями, які ти сам зробив» 

Океан радить Прометею упокоритися перед новим правителем Зевсом і таким чином не погіршити своє становище. 
Але Прометей відповідає: «Я заздрю тобі, бо ти уникнув провини за те, що насмілився розділити зі мною мої біди». 

Згідно з Ферекідом, коли Геракл подорожував у золотій чаші Геліоса, прямуючи до Еритеї, щоб забрати худобу Геріона, Океан кинув виклик Гераклові, посилаючи високі хвилі, що розгойдували чашу, але Геракл погрожував застрелити Океана з лука, і Океан в страху зупинився. 

## Географія
Хоча іноді Океан розглядається як особа (наприклад, Океан відвідує Прометея в Есхіловому « Прометей закутий», див. вище), Океан частіше розглядається як місце 
, 
тобто як велика річка, що оточує світ. 
[61] 
Двічі Гесіод називає Океан «ідеальною рікою» ( τελήεντος ποταμοῖο ), [62] а Гомер посилається на «потік річки Океан» ( ποταμοῖο λίπεν ῥόον Ὠκεανοῖο). 

І Гесіод, і Гомер називають Океан «зворотним потоком» (ἀψορρόου)
, оскільки, коли великий потік оточує землю, він тече назад у себе. 

Гесіод також називає Океан «глибококрученим»

тоді як Гомер називає його «глибокоплинним» (βαθυρρόου). 
 
Гомер каже, що Океан «обмежує Землю», 

і Океан був зображений на щиті Ахілла,
 
а також на щиті Геракла. 

І Гесіод, і Гомер розташовують Океан на краю землі, біля Тартару, у Теогонії 

або біля Елізіуму, в Іліаді 

та в Одіссеї, який потрібно перетнути, щоб досягти «вологий дім Аїда». 

І для Гесіода, і для Гомера Океан, здається, позначив межу, за якою космос ставав фантастичнішим. 

У Теогонії є такі казкові істоти, як Геспериди з їхніми золотими яблуками, триголовий велетень Геріон і змієволосі Горгони, усі живуть «за межами славного океану». 

Тоді як Гомер відніс такі екзотичні племена, як кімерійці, ефіопи та пігмеї, як мешканців поблизу Океану. 

У Гомера Геліос-сонце сходить із Океану на сході 

і наприкінці дня знову занурюється в Океан на заході 
, 
а зірки купаються в «потоці Океану». 
 
Згідно з пізнішими джерелами, після посадки Геліос повертається вздовж Океану протягом ночі із заходу на схід. 

Подібно до того, як бог Океан був батьком річкових богів, річку Океан вважали джерелом усіх інших річок і фактично всіх джерел води, як солоної, так і прісної. 

Згідно з Гомером, з Океана «течуть усі ріки і кожне море, і всі джерела, і глибокі колодязі». 

Будучи джерелом річок і джерел, здавалося б логічно вимагати, щоб Океан сам був прісноводною річкою, яка настільки відрізнялася від солоного моря, і насправді Гесіод, здається, розрізняє Океан і Понт, уособлення моря. 

Проте в інших місцях відмінність між прісною та солоною водою, здається, не застосовується. 
Наприклад, у Гесіода Нерей і Тавмант, обидва сини Понтія одружуються з дочками Океана, і в Гомера (який не згадує Понта), Фетіда, дочка Нерея, і Еврінома, дочка Океана, живуть разом. 
 
У будь-якому випадку Океан також можна ототожнити з морем. 

## Океан у Святому Письмі

Скульптура Океану на Фонтані ді Треві

Поява і поширення серед людства Святого Письма підготувало основу для сучасних наукових і світоглядних уявлень про Океан, як сукупність усіх річок, морів і водойм земної кулі. У книзі Буття 1,9 створення світового Океану описується наступним чином: «І сказав Бог: хай збереться вода, що під небом, в одне водоймище, і хай з’явиться суша! І сталося так. І зібралася вода, що під небом, у свої водоймища, і показалася суша.»